# Trichilia catigua
Trichilia catigua är en tvåhjärtbladig växtart som beskrevs av Adrien Henri Laurent de Jussieu. Trichilia catigua ingår i släktet Trichilia och familjen Meliaceae. Inga underarter finns listade i Catalogue of Life.